# Buena Vista Social Club (album)
Buena Vista Social Club è l'unico album in studio del gruppo musicale cubano Buena Vista Social Club, pubblicato il 16 settembre 1997 dalla World Circuit Records.

## Descrizione
Prodotto dal chitarrista statunitense Ry Cooder, il disco è stato realizzato a L'Avana dallo stesso Cooder con musicisti e cantanti tradizionali cubani.
Grazie al successo di critica e di pubblico, l'uscita dell'album è stata seguita da un breve tour di concerti ad Amsterdam e alla Carnegie Hall di New York nel 1998. Le immagini di queste date, insieme alle sessioni di registrazione a L'Avana, sono state mostrate nel documentario Buena Vista Social Club di Wim Wenders, uscito nel 1999.

## Tracce
1. Chan Chan – 4:18 (Francisco Repilado)
2. De camino a la vereda – 5:04 (Ibrahim Ferrer)
3. El cuarto de Tula – 7:27 (Luis Marquetti)
4. Pueblo nuevo – 6:05 (Rubén González)
5. Dos gardenias – 3:02 (Isolina Carrillo)
6. ¿Y tú qué has hecho? – 3:13 (Eusebio Delfín)
7. Veinte años – 3:29 (Maria Teresa Vera)
8. El carretero – 3:30 (Guillermo Portabales)
9. Candela – 5:27 (Faustino Oramas)
10. Amor de loca juventud – 3:21 (Rafael Ortiz)
11. Orgullecida – 3:18 (Eliseo Silveira)
12. Murmullo – 3:50 (Electo Rosell Chepin)
13. Buena Vista Social Club – 4:50 (Israel "Cachao" López)
14. La bayamesa – 2:54 (Sindo Garay)

CD bonus nella riedizione del 2021
1. Chan Chan (Monitor Mix) – 4:40 (Francisco Repilado)
2. Vicenta – 3:43 (Francisco Repilado)
3. La pluma – 2:52 (Francisco Repilado)
4. Dos gardenias (Alternate Take) – 3:20 (Isolina Carrillo)
5. Mandingo – 2:26 (Guillermo Rodríguez Fiffe)
6. Siboney – 2:09 (Ernesto Lecuona)
7. A tus pies – 5:25 (Francisco Repilado)
8. El carretero (Alternate Take) – 3:22 (Guillermo Portabales)
9. Ensayo – 1:21 (Orestes López Valdés)
10. La cleptómana – 3:25 (testo: Agustín Acosta – musica: Manuel Luna)
11. Descarga rubén – 3:01 (José Slater Badán)
12. Orgullecida (Alternate Trio Take) – 4:31 (Eliseo Silveira)

## Formazione
Musicisti
- Eliades Ochoa – voce (tracce 1, 3, 8 e 9), chitarra (tracce 1, 3, 8, 9 e 11)
- Compay Segundo – cori e conga (traccia 1), chitarra (tracce 2, 6, 7, 10, 11 e 14), voce (tracce 6, 7, 10, 11 e 14)
- Ibrahim Ferrer – cori (tracce 1 e 8), voce (tracce 2, 3, 5, 9, 12 e 14), conga (traccia 4), legnetti (tracce 6 e 13), bongo (traccia 10)
- Ry Cooder – chitarra (tracce 1-7, 11-13), m'bira (tracce 2 e 8), oud, bolon e floor (traccia 8), slide guitar (tracce 8 e 10), percussioni (traccia 8), slide guitar elettrica ed acustica (traccia 9)
- Mañuel "Guajiro" Mirabal – tromba (tracce 1-6, 9, 11)
- Orlando "Cachaíto" López – contrabbasso (tracce 1-9, 11-14)
- Carlos González – bongo (tracce 1, 3, 9), campanaccio (tracce 3 e 9)
- Alberto "Virgilio" Valdés – maracas (tracce 1-5, 7-9, 12 e 13), cori (tracce 2, 3 e 9)
- Joachim Cooder – udu drum (tracce 1, 4, 5, 8, 12 e 13), dumbek (tracce 2, 3, 6, 7, 9, 10 e 11), conga (traccia 3), batteria (traccia 11)
- Barbarito Torres – laud (tracce 2, 3, 7 e 11)
- Mañuel "Puntillita" Licea – cori (tracce 2 e 9), voce (tracce 3 e 14), conga (traccia 13)
- Juan de Marcos González – cori (traccia 2, 8 e 9), direzione coro (tracce 3 e 9), güiro (traccia 8)
- Luis Barzaga – cori (tracce 2, 3 e 9)
- Julienne Oviedo Sanchez – timbales (traccia 3)
- Rubén González – pianoforte (tracce 4-6, 11-14)
- Lázaro Villa – güiro (tracce 4 e 13), conga (tracce 5 e 12)
- Omara Portuondo – voce (traccia 7)
- Julio Alberto Fernández – voce e maracas (traccia 10)
- Benito Suárez Magana – chitarra (traccia 10)
- Salvador Repilado Labrada – contrabbasso (traccia 10)

Produzione
- Ry Cooder – produzione
- Nick Gold – produzione esecutiva
- Jerry Boys – registrazione, missaggio
- Bernie Grundman – mastering
- Larry Hirsch – registrazione aggiuntiva

## Classifiche

### Classifiche settimanali
| Classifica (1997-20) | Posizione massima |
| -------------------- | ----------------- |
| Australia            | 6                 |
| Austria              | 36                |
| Belgio (Fiandre)     | 11                |
| Belgio (Vallonia)    | 26                |
| Finlandia            | 2                 |
| Francia              | 8                 |
| Germania             | 1                 |
| Irlanda              | 27                |
| Italia               | 26                |
| Norvegia             | 14                |
| Paesi Bassi          | 7                 |
| Portogallo           | 4                 |
| Regno Unito          | 44                |
| Spagna               | 27                |
| Stati Uniti          | 80                |
| Svezia               | 26                |
| Svizzera             | 7                 |

### Classifiche di fine anno
| Classifica (1997) | Posizione |
| ----------------- | --------- |
| Paesi Bassi       | 53        |
| Classifica (1998) | Posizione |
| Paesi Bassi       | 16        |
| Classifica (1999) | Posizione |
| Austria           | 27        |
| Francia           | 18        |
| Germania          | 4         |
| Paesi Bassi       | 42        |
| Classifica (2000) | Posizione |
| Australia         | 59        |
| Francia           | 33        |
| Germania          | 11        |
| Paesi Bassi       | 69        |
| Svizzera          | 30        |
| Classifica (2001) | Posizione |
| Francia           | 84        |
| Germania          | 84        |
| Classifica (2015) | Posizione |
| Belgio (Fiandre)  | 126       |
| Classifica (2016) | Posizione |
| Belgio (Fiandre)  | 102       |
| Classifica (2017) | Posizione |
| Belgio (Fiandre)  | 129       |
| Classifica (2018) | Posizione |
| Belgio (Fiandre)  | 82        |
| Classifica (2019) | Posizione |
| Belgio (Fiandre)  | 134       |
| Classifica (2020) | Posizione |
| Belgio (Fiandre)  | 156       |
| Classifica (2021) | Posizione |
| Belgio (Fiandre)  | 83        |
| Classifica (2022) | Posizione |
| Belgio (Fiandre)  | 58        |